# Lernacken
Lernacken er et landområde i det sydvestlige Malmø i Skåne i Sverige, mellem Bunkeflostrand og Limhamn. Området, som består af en odde i Øresund, er i vidt omfang kunstigt, opbygget af slamsten, restprodukter fra Limhamn kalkbrud. Affaldsdeponi udgør i et vist omfang dele af landmassen. Lernacken er i vidt omfang ubevokset. Spredte områder med plantevækst og nogle få buskområder og enkelte træer findes dog.
Øresundsbroens betalingsanlæg og østlige landfæste med tilslutning til Yttre Ringvägen ligger på Lernacken.
Lernacken udnyttes blandt andet til ornitologi, som udsigtsplads og som motionsområde.
Området er også meget populært blandt sportsfiskere, frem for alt først på sommeren hvor der foregår et intenst fiskeri efter hornfisk og ørred.
I starten af 1990'erne var Lernacken skueplads for forskellige miljødemonstrationer. En af disse var "Stoppa Bron", som der holdt flere manifestationer.
I 1952 blev der opført et fyr på stedet, som blev slukket da Øresundsbroen blev indviet i 2000.
- Øresundsbroen ved Lernacken
- Miljødemonstationen "Stoppa Bron" ved en af mange manifestationer ved Lernacken (brofæstet) i Malmø, foråret 1993